# Macromitrium
Genre
Macromitrium est un genre de bryophytes, c'est-à-dire de mousses végétales. Cette mousse à la capacité de pousser sur des champs de lave. Elle pousse dans cet environnement pauvre en nutriment car elle s'adapte à un climat très sec, et, à l'extrémité de ses feuilles de petits poils lui permettent de concentrer facilement l'humidité de l'atmosphère.

## Liste d'espèces
Selon NCBI (9 mars 2012) :
- Macromitrium incurvifolium
- Macromitrium japonicum
- Macromitrium levatum
- Macromitrium longifolium
- Macromitrium richardii Schwaegr.